# Copa COSAFA 2024
La Copa COSAFA 2024 fue la 23.ª edición de la Copa COSAFA, una competición internacional de fútbol en que participaron equipos nacionales de países miembros del Consejo de Asociaciones de Fútbol de África del Sur (COSAFA).
Se llevó a cabo en Sudáfrica por séptimo año consecutivo, esta vez en Puerto Elizabeth, del 26 de junio al 7 de julio de 2024.

## Sistema de competición
Los doce equipos participantes se dividieron en tres grupos de cuatro equipos cada. Como campeones defensores, Zambia y los siguientes dos equipos mejor clasificados, Angola y Sudáfrica, estaban en grupos separados como equipos cabeza de serie. Los ganadores de grupo y el mejor segundo clasificado clasificaron a las semifinales.

## Sede
| Puerto Elizabeth           | Puerto Elizabeth | Puerto Elizabeth  |
| Estadio Nelson Mandela Bay | Puerto Elizabeth | Estadio Wolfson   |
| Capacidad: 42,486          | Puerto Elizabeth | Capacidad: 10,000 |
|                            | Puerto Elizabeth |                   |

## Participantes
Doce naciones participaron en la edición de 2024 del torneo. Dos miembros de la COSAFA, Madagascar y Mauricio, no participaron. Zimbabue regresó al torneo por primera vez desde la edición de 2021 tras la prohibición de la FIFA. A pesar de haber sido anunciado originalmente como participante, Malaui se retiró del torneo antes del sorteo del grupo por respeto a las ocho víctimas de un accidente aéreo a principios de esa semana. Una de las víctimas fue el exvicepresidente de Malaui Saulos Chilima. Kenia aceptó la invitación de la COSAFA para participar como invitado en sustitución de Malaui.
| - Suazilandia - Comoras - Lesoto - Botsuana - Zambia - Mozambique | - Namibia - Sudáfrica - Angola - Seychelles - Zimbabue - Kenia (invitado) |

## Fase de grupos

### Grupo A

#### Clasificación
| Pos. | Equipo      | Pts. | PJ | G | E | P | GF | GC | Dif. | Clasificación                  |
| ---- | ----------- | ---- | -- | - | - | - | -- | -- | ---- | ------------------------------ |
| 1    | Mozambique  | 5    | 3  | 1 | 2 | 0 | 4  | 2  | +2   | Clasificado a las semifinales. |
| 2    | Sudáfrica   | 5    | 3  | 1 | 2 | 0 | 2  | 1  | +1   |                                |
| 3    | Suazilandia | 2    | 3  | 0 | 2 | 1 | 0  | 1  | −1   |                                |
| 4    | Botsuana    | 2    | 3  | 0 | 2 | 1 | 1  | 3  | −2   |                                |

Actualizado a los partidos jugados el 2 de julio de 2024.
 Fuente: COSAFA

#### Fixture
| Fecha                      | Lugar            |             |                        | Resultado |                        |             |
| -------------------------- | ---------------- | ----------- | ---------------------- | --------- | ---------------------- | ----------- |
| 26 de junio de 2024, 15:00 | Puerto Elizabeth | Suazilandia | Bandera de Suazilandia | 0:0       | Bandera de Botsuana    | Botsuana    |
| 26 de junio de 2024, 18:00 | Puerto Elizabeth | Sudáfrica   | Bandera de Sudáfrica   | 1:1       | Bandera de Mozambique  | Mozambique  |
| 29 de junio de 2024, 12:00 | Puerto Elizabeth | Mozambique  | Bandera de Mozambique  | 0:0       | Bandera de Suazilandia | Suazilandia |
| 29 de junio de 2024, 15:00 | Puerto Elizabeth | Sudáfrica   | Bandera de Sudáfrica   | 0:0       | Bandera de Botsuana    | Botsuana    |
| 2 de julio de 2024, 15:00  | Puerto Elizabeth | Mozambique  | Bandera de Mozambique  | 3:1       | Bandera de Botsuana    | Botsuana    |
| 2 de julio de 2024, 15:00  | Puerto Elizabeth | Sudáfrica   | Bandera de Sudáfrica   | 1:0       | Bandera de Suazilandia | Suazilandia |

### Grupo B

#### Clasificación
| Pos. | Equipo   | Pts. | PJ | G | E | P | GF | GC | Dif. | Clasificación                  |
| ---- | -------- | ---- | -- | - | - | - | -- | -- | ---- | ------------------------------ |
| 1    | Comoras  | 6    | 3  | 2 | 0 | 1 | 3  | 1  | +2   | Clasificado a las semifinales. |
| 2    | Kenia    | 6    | 3  | 2 | 0 | 1 | 4  | 2  | +2   |                                |
| 3    | Zimbabue | 6    | 3  | 2 | 0 | 1 | 3  | 2  | +1   |                                |
| 4    | Zambia   | 0    | 3  | 0 | 0 | 3 | 0  | 5  | −5   |                                |

Actualizado a los partidos jugados el 2 de julio de 2024.
 Fuente: COSAFA

#### Fixture
| Fecha                      | Lugar            |          |                     | Resultado |                     |          |
| -------------------------- | ---------------- | -------- | ------------------- | --------- | ------------------- | -------- |
| 27 de junio de 2024, 15:00 | Puerto Elizabeth | Zimbabue | Bandera de Zimbabue | 1:0       | Bandera de Comoras  | Comoras  |
| 27 de junio de 2024, 18:00 | Puerto Elizabeth | Zambia   | Bandera de Zambia   | 0:2       | Bandera de Kenia    | Kenia    |
| 30 de junio de 2024, 12:00 | Puerto Elizabeth | Kenia    | Bandera de Kenia    | 0:2       | Bandera de Comoras  | Comoras  |
| 30 de junio de 2024, 15:00 | Puerto Elizabeth | Zambia   | Bandera de Zambia   | 0:2       | Bandera de Zimbabue | Zimbabue |
| 2 de julio de 2024, 12:00  | Puerto Elizabeth | Kenia    | Bandera de Kenia    | 2:0       | Bandera de Zimbabue | Zimbabue |
| 2 de julio de 2024, 12:00  | Puerto Elizabeth | Comoras  | Bandera de Comoras  | 1:0       | Bandera de Zambia   | Zambia   |

### Grupo C

#### Clasificación
| Pos. | Equipo     | Pts. | PJ | G | E | P | GF | GC | Dif. | Clasificación                  |
| ---- | ---------- | ---- | -- | - | - | - | -- | -- | ---- | ------------------------------ |
| 1    | Angola     | 7    | 3  | 2 | 1 | 0 | 6  | 3  | +3   | Clasificado a las semifinales. |
| 2    | Namibia    | 7    | 3  | 2 | 1 | 0 | 5  | 2  | +3   | Mejor segundo lugar.           |
| 3    | Seychelles | 1    | 3  | 0 | 1 | 2 | 4  | 7  | −3   |                                |
| 4    | Lesoto     | 1    | 3  | 0 | 1 | 2 | 3  | 6  | −3   |                                |

Actualizado a los partidos jugados el 3 de julio de 2024.
 Fuente: COSAFA

#### Fixture
| Fecha                      | Lugar            |         |                    | Resultado |                       |            |
| -------------------------- | ---------------- | ------- | ------------------ | --------- | --------------------- | ---------- |
| 28 de junio de 2024, 15:00 | Puerto Elizabeth | Lesoto  | Bandera de Lesoto  | 1:1       | Bandera de Seychelles | Seychelles |
| 28 de junio de 2024, 18:00 | Puerto Elizabeth | Angola  | Bandera de Angola  | 0:0       | Bandera de Namibia    | Namibia    |
| 1 de julio de 2024, 12:00  | Puerto Elizabeth | Angola  | Bandera de Angola  | 3:2       | Bandera de Seychelles | Seychelles |
| 1 de julio de 2024, 15:00  | Puerto Elizabeth | Namibia | Bandera de Namibia | 2:1       | Bandera de Lesoto     | Lesoto     |
| 3 de julio de 2024, 15:00  | Puerto Elizabeth | Namibia | Bandera de Namibia | 3:1       | Bandera de Seychelles | Seychelles |
| 3 de julio de 2024, 15:00  | Puerto Elizabeth | Lesoto  | Bandera de Lesoto  | 1:3       | Bandera de Angola     | Angola     |

## Fase final

### Semifinales
| Fecha                     | Lugar            |            |                       | Resultado      |                    |         |
| ------------------------- | ---------------- | ---------- | --------------------- | -------------- | ------------------ | ------- |
| 5 de julio de 2024, 15:00 | Puerto Elizabeth | Comoras    | Bandera de Comoras    | 1:2            | Bandera de Angola  | Angola  |
| 5 de julio de 2024, 18:00 | Puerto Elizabeth | Mozambique | Bandera de Mozambique | 0:0 (pen. 2:4) | Bandera de Namibia | Namibia |

### Tercer lugar
| Fecha                     | Lugar            |         |                    | Resultado      |                       |            |
| ------------------------- | ---------------- | ------- | ------------------ | -------------- | --------------------- | ---------- |
| 7 de julio de 2024, 14:00 | Puerto Elizabeth | Comoras | Bandera de Comoras | 2:2 (pen. 1:3) | Bandera de Mozambique | Mozambique |

### Final
| Fecha                     | Lugar            |        |                   | Resultado |                    |         |
| ------------------------- | ---------------- | ------ | ----------------- | --------- | ------------------ | ------- |
| 7 de julio de 2024, 17:00 | Puerto Elizabeth | Angola | Bandera de Angola | 5:0       | Bandera de Namibia | Namibia |

## Goleadores
- Actualizado el 7 de julio de 2024.

| Jugador          | Selección  | Goles |
| ---------------- | ---------- | ----- |
| Depú             | Angola     | 5     |
| Bethuel Muzeu    | Namibia    | 3     |
| Ibroihim Djoudja | Comoras    | 3     |
| Vidinho          | Angola     | 3     |
| Chamito          | Mozambique | 3     |

## Clasificación final
| Equipo | Equipo      | Pts | PJ | PG | PE | PP | GF | GC | Dif |
| ------ | ----------- | --- | -- | -- | -- | -- | -- | -- | --- |
| 1      | Angola      | 13  | 5  | 4  | 1  | 0  | 13 | 4  | +9  |
| 2      | Namibia     | 8   | 5  | 2  | 2  | 1  | 5  | 7  | -2  |
| 3      | Mozambique  | 7   | 5  | 1  | 4  | 0  | 6  | 4  | +2  |
| 4      | Comoras     | 7   | 5  | 2  | 1  | 2  | 6  | 5  | +1  |
| 5      | Kenia       | 6   | 3  | 2  | 0  | 1  | 4  | 2  | +2  |
| 6      | Zimbabue    | 6   | 3  | 2  | 0  | 1  | 3  | 2  | +1  |
| 7      | Sudáfrica   | 5   | 3  | 1  | 2  | 0  | 2  | 1  | +1  |
| 8      | Suazilandia | 2   | 3  | 0  | 2  | 1  | 0  | 1  | -1  |
| 9      | Botsuana    | 2   | 3  | 0  | 2  | 1  | 1  | 3  | -2  |
| 10     | Seychelles  | 1   | 3  | 0  | 1  | 2  | 4  | 7  | -3  |
| 11     | Lesoto      | 1   | 3  | 0  | 1  | 2  | 3  | 6  | -3  |
| 12     | Zambia      | 0   | 3  | 0  | 0  | 3  | 0  | 5  | -5  |